# Wealdstone Football Club
Wealdstone Football Club é um clube de futebol sediado na cidade de Ruislip, West London, Inglaterra. O clube é afiliado a Middlesex County Football Association e compete na National League South, a sexta divisão do futebol inglês. Joga com camisas azuis, calças brancas e meias azuis e brancas, e é apelidado de "The Stones" ou "The Royals".
O clube participou da primeira partida de futebol televisionada, quando a BBC mostrou parte da partida contra o Barnet em 1946.
Foi o primeiro clube a realizar o doblete de títulos non-league, vencendo tanto o FA Trophy quanto a Alliance Premier League (atualmente National League) em 1984/85. Atualmente disputa a National League South, que corresponde à 6ª divisão do futebol inglês.

## Títulos

### Liga
- National League: 1

1984–85
- Isthmian League Premier Division: 1

2013–14
- Isthmian League Division Three: 1

1996–97
- Southern Football League Division One South: 1

1973–74
- Southern Football League South Division: 1

1981–82
- Athenian League: 1

1951–52

### Copa
- Southern Football League Cup: 1

1981–82
- FA Trophy: 1

1984–85
- FA Amateur Cup

1965–66